# 轅固
辕固（？—？），又名辕固生，齊國耏水（今山東省桓台县田庄镇辕固村）人，西漢政治人物。官至詩經博士、清河王太傅。開創《詩經》的《齊詩》詩派。一些齊人因研究《詩經》而仕途顯貴，都是轅固弟子。

## 生平
轅固在景帝时为《詩經》博士。曾與黃生在景帝面前爭論，黃生說：「商湯、周武王並不是受得天命而獲得天下，而是以下犯上的弒君。」轅固生反駁說：“不是這樣。那夏桀、商紂暴虐迷亂，天下民心都歸於商湯、武王，商湯、武王順應天下民心而誅殺夏桀、商紂，夏桀、商紂的百姓不肯被夏桀、商紂使役，而歸附了商湯、武王，商湯、武王不得已才當上天子，這不是受了天命，又是甚麼？”黃生說：“帽子雖然破，但是一定要戴在頭上；鞋雖然新，但是一定要穿在腳上。為甚麼呢？這是上下有別。夏桀、商紂雖然有失王道，但是他們是在上位的君主；商湯、武王雖然聖明，是居下位的臣子。君主有了過錯，臣下不能以正言糾正過錯，使天子得到尊崇，反而趁著他們犯了過錯殺掉他們，取而代之成為君主，這不是弒君，又是甚麼？”轅固生答道：“若一定要按你的說法，那麼高帝代秦即天子之位，也不對囉？”於是景帝出來打圓場：“食肉不食馬肝，不算不知曉肉的美味（相傳馬肝脂腺有毒，必須剔得很仔細）；學者不談湯、武是否受天命而即位，不算愚笨。”止息爭論。此後學者無人敢爭辯湯、武是受天命而立還是篡奪君權的問題。
竇太后崇尚道家黃老之說，喜歡老子的《道德經》，召轅固問對此書的體會。轅固表示“这不过是部平常人家读的书。”（意思是皇家公族不應讀此書。）窦太后大怒道：“一定要讀『司空城旦书』（刑法之類的书）吗？”（讥讽儒教嚴苛，類似於司空之類的法官，城旦之類的刑罰。）太后憤怒，命辕固生到豬圈裏殺豬。汉景帝见辕固生为一文弱书生，恐不敌猪，於是給他一把利刃，辕固生下到獸圈內刺殺野豬，正中其心，野豬應手倒地。太后無語，沒理由再治罪，只得作罷。不久，景帝認為轅固廉潔正直，拜為清河王劉乘太傅。後因病免官。

## 延伸阅读
[在维基数据编辑]
 《史記/卷121》，出自司馬遷《史記》